# اسکار بائوم
اسکار بائوم (چکی: Oskar Baum; ۲۱ ژانویهٔ ۱۸۸۳ – ۱ مارس ۱۹۴۱) مربی موسیقی و نویسندهٔ اهل چک بود. . بائوم پسر یک تاجر پارچهٔ یهودی در پلزن بود. از بدو تولد مشکل بینایی داشت. در هشت سالگی بینایی یک چشم خود را از دست داد و در یازده سالگی در جریان یک درگیری بینایی خود را به کلی از دست داد. از آنجایی که او دیگر نمی‌توانست در مدرسه شرکت کند، معلم کلاس او را به وین  به یک مؤسسه اسرائیلی برای نابینایان (دبیرستان) فرستاد. در آنجا به عنوان مشاور موسیقی آموزش دید و ارگ و پیانو را آموخت. در سال ۱۹۰۲ مدرک تدریس خود را کنار گذاشت و به پراگ بازگشت. بائوم از راه نوازندگی ارگ و خوانندگی در کنیسه امرار معاش می‌کرد. بعداً معلم پیانو شد.